# Пир семи рыб
Пир семи рыб (англ. Feast of the Seven Fishes) — американский комедийный фильм 2018 года, автором сценария и режиссёром которого являлся Роберт Тиннелл, с участием Скайлера Джизондо, Мэдисон Айсмен, Джессики Дэрроу, Эддисон Тимлин, Джоша Хелмана, Джо Пантолиано, Пола Бен-Виктора и Рэя Абруццо. Это дебют Джессики Дэрроу в кино. Фильм основан на одноименном графическом романе Тиннелла, номинированном на премию «Айснера» в 2005 году.
Фильм получил приз зрительских симпатий на «Международный кинофестиваль в Хартленде» в 2019 году.

## Сюжет
Романтическая комедия «Праздник семи рыб» происходит в маленьком городке на берегу реки Мононгахила в 1983 году. Когда Тони Оливерио, милый парень из рабочего класса, итало-американский католик, приводит Бет, обеспеченную девушку-протестантку из «Лиги Плюща», на традиционный шумный семейный праздник в канун Рождества, между ними вспыхивают искры.
Тони учится на факультете экономики в местном колледже, поскольку семья рассчитывает, что со временем он будет управлять их продуктовым магазином, но его сердце и талант — в искусстве. За два дня до Рождества его лучший друг Анджело приглашает его провести ночь в баре, и он неохотно соглашается. Он знакомится с Бет, чей парень Прентис нарушил своё обещание встретить Рождество с ней в пользу лыжного отдыха, и они быстро сдруживаются. Ночь прерывается, когда они узнают, что бывшая девушка Тони, деструктивная Кэти, собирается выступать в стриптиз-клубе. Он всё ещё чувствует ответственность за Кэти, которая так и не смогла забыть Тони, и отправляется помешать ей. Ему это удаётся, но в процессе он подвергается нападению со стороны владельца клуба. Кэти продолжает заниматься саморазрушением в баре, но её спасает Джук, друг Тони и её подруги. Тони и Бет проводят ночь в хижине за домом его бабушки и дедушки, которую он переоборудовал в студию. Кэти предлагает себя младшему брату Тони Винсу, но передумывает, увидев университетскую куртку Тони, которую он ей подарил, и отправляет расстроенного Винса домой. Ночь она проводит, укутавшись в куртку — это всё, что у неё осталось от Тони, которого она по-прежнему любит.
На следующее утро Тони и Бет находят в студии прабабушку Тони, Нонну, которая возмущена тем, что Тони привёл домой девушку-протестантку, явно более богатую, чем они. Тем не менее, семья Тони приглашает девушку на праздник, который состоится позже в тот же день. Мать Бет категорически против того, чтобы Бет шла, ссылаясь на разницу между их семьями и их обычай тихо проводить сочельник дома, но Бет противится ей вызов и отправляется в дом бабушки и дедушки Тони, где полным ходом идут приготовления к празднику. Бет, Джук и другие друзья семьи присоединяются к Оливерио на традиционное пиршество, и все хорошо проводят время. Выйдя на улицу, Джук видит стоящую неподалеку Кэти: она сожалеет о том, что лишилась и Тони, и его семьи, но убегает, когда Джук зовёт её.
Бет примиряется с бабушкой Тони, отправившись с ней на полуночную мессу. Когда они возвращаются, первый поцелуй Тони и Бет прерывается внезапным появлением матери Бет и Прентиса. Парень грубо выражается в адрес Бет, и Тони бьёт его, но Бет, её мать и Прентис уезжают, оставив Тони опустошённым. Джук берёт остатки еды и идёт ночевать к Кэти; как они и надеялись, им не придётся встречать Рождество в одиночестве. Мать Бет, приехавшая к ним домой, уговаривает Бет помириться с Прентисом, который сожалеет о проявленной им вспыльчивости.
Рождественским утром Кэти появляется в доме бабушки и дедушки, где ночевал Тони, и возвращает куртку, говоря, что у неё есть дела, как и у него. Тони, однако, изменил ход своей жизни, поговорив с дедушкой о том, чтобы пойти в художественную школу, где бы у него раскрылся настоящий талант. Кэти уходит, и появляется Бет, наперекор матери. Они впервые целуются.

## В ролях
| Актёр            | Роль         |
| Скайлер Джизондо | Тони         |
| Мэдисон Айсмен   | Бет          |
| Эддисон Тимлин   | Кэти         |
| Джоша Хелман     | Джук         |
| Джо Пантолиано   | Дядя Фрэнки  |
| Пол Бен-Виктор   | Джонни       |
| Рэй Абруццо      | Дядя Кармайн |
| Эндрю Шульц      | Анджело      |
| Линн Коэн        | Нонна        |
| Джессика Дэрроу  | Сара         |
| Кэмерон Ростами  | Винс         |

## Производство
Съёмки фильма проходили в округе Марион, Западная Виргиния, включая города Ривсвилл и Фэрмонт.